# Portugal Open 2013
Il Portugal Open 2013  è stata la 24ª edizione del torneo Portugal Open, facente parte dell'ATP World Tour 250 series nell'ambito dell'ATP World Tour 2013 e della International nell'ambito del WTA Tour 2013. All'evento hanno partecipato sia uomini che donne, e si è giocato sulla terra rossa dell'Estádio Nacional a Oeiras in Portogallo, dal 29 aprile al 5 maggio 2013.

## Partecipanti ATP

### Teste di serie
| Nazione   | Giocatore        | Ranking | Testa di serie* |
| --------- | ---------------- | ------- | --------------- |
| Spagna    | David Ferrer     | 4       | 1               |
| Svizzera  | Stan Wawrinka    | 17      | 2               |
| Italia    | Andreas Seppi    | 18      | 3               |
| Italia    | Fabio Fognini    | 24      | 4               |
| Francia   | Julien Benneteau | 32      | 5               |
| Francia   | Benoît Paire     | 33      | 6               |
| Argentina | Horacio Zeballos | 40      | 7               |
| Spagna    | Tommy Robredo    | 43      | 8               |

* Ranking al 22 marzo 2013.

### Altri partecipanti
I seguenti giocatori hanno ricevuto una wild card per il tabellone principale: 
- Gastão Elias
- David Ferrer
- Pedro Sousa

I seguenti giocatori sono passati dalle qualificazioni:

- Pablo Carreño Busta
- Niels Desein
- Robin Haase
- Rui Machado

## Partecipanti WTA

### Teste di serie
| Nazione     | Giocatrice               | Ranking | Testa di serie* |
| ----------- | ------------------------ | ------- | --------------- |
| Francia     | Marion Bartoli           | 14      | 1               |
| Slovacchia  | Dominika Cibulková       | 15      | 2               |
| Russia      | Anastasija Pavljučenkova | 19      | 3               |
| Spagna      | Carla Suárez Navarro     | 23      | 4               |
| Romania     | Sorana Cîrstea           | 26      | 5               |
| Stati Uniti | Varvara Lepchenko        | 27      | 6               |
| Russia      | Elena Vesnina            | 29      | 7               |
| Germania    | Julia Görges             | 30      | 8               |

* Ranking al 22 aprile 2013.

### Altre partecipanti
Le seguenti giocatrici hanno ricevuto una wild card per il tabellone principale:
- Dominika Cibulková
- Julia Görges
- Maria João Koehler
- Svetlana Kuznecova

Le seguenti giocatrici sono passate dalle qualificazioni:

- Aravane Rezaï
- Estrella Cabeza Candela
- Shahar Peer
- Galina Voskoboeva

Lucky loser:
- Mónica Puig

## Punti e montepremi
Il montepremi complessivo è di 467.800 € per il torneo ATP e di 235.000$ per il torneo WTA.
| Torneo              | Torneo              | V      | F      | SF     | QF     | 2T    | 1T    | Q  | Q3  | Q2  | Q1  |
| Singolare maschile  | Punti               | 250    | 150    | 90     | 45     | 20    | 0     | 12 | 6   | 0   | 0   |
| Singolare maschile  | Premi in denaro (€) | 74.000 | 39.000 | 21.130 | 12.040 | 7.100 | 4.200 | –  | 675 | 325 | 0   |
| Doppio maschile     | Punti               | 250    | 150    | 90     | 45     | 0     | –     | –  | –   | –   | –   |
| Doppio maschile     | Premi in denaro (€) | 21.800 | 11.480 | 6.220  | 3.560  | 2.090 | –     | –  | –   | –   | –   |
| Singolare femminile | Punti               | 280    | 200    | 130    | 70     | 30    | 1     | 16 | 10  | 6   | 1   |
| Singolare femminile | Premi in denaro ($) | 32.258 | 16.129 | 8.407  | 4.435  | 2.500 | 1.452 | –  | 766 | 565 | 403 |
| Doppio femminile    | Punti               | 280    | 200    | 130    | 70     | 1     | –     | –  | –   | –   | –   |
| Doppio femminile    | Premi in denaro ($) | 11.000 | 5.750  | 3.100  | 1.650  | 860   | –     | –  | –   | –   | –   |

## Campioni

### Singolare maschile
Stan Wawrinka ha sconfitto in finale  David Ferrer per 6-1, 6-4.
- È il quarto titolo in carriera, il primo dell'anno.

### Singolare femminile
Anastasija Pavljučenkova ha sconfitto in finale  Carla Suárez Navarro per 7-5, 6-2.
- È il quinto titolo in carriera, secondo dell'anno.

### Doppio maschile
Santiago González /  Scott Lipsky hanno sconfitto in finale  Aisam-ul-Haq Qureshi /  Jean-Julien Rojer per 6-3, 4-6, [10-7].

### Doppio femminile
Chan Hao-ching /  Kristina Mladenovic hanno sconfitto in finale  Darija Jurak /  Katalin Marosi per 7–6(3), 6-2.